# Gros Cap Indian Reserve 49
Gros Cap Indian Reserve 49 är ett reservat i Kanada.   Det ligger i provinsen Ontario, i den sydöstra delen av landet, 700 km väster om huvudstaden Ottawa.
I omgivningarna runt Gros Cap Indian Reserve 49 växer i huvudsak blandskog. Runt Gros Cap Indian Reserve 49 är det mycket glesbefolkat, med 5 invånare per kvadratkilometer.